# 1796 na literatura

## Nascimentos
| Data        | Nome            | Profissão | Nacionalidade  | Observações | Ref |
| ----------- | --------------- | --------- | -------------- | ----------- | --- |
| 15 de Julho | Thomas Bulfinch | escritor  | Estados Unidos | m. 1867     |     |

## Mortes
| Data            | Nome             | Profissão | Nacionalidade | Observações | Ref |
| --------------- | ---------------- | --------- | ------------- | ----------- | --- |
| 17 de Fevereiro | James Macpherson | poeta     | Escócia       | n. 1736     |     |
| 21 de Julho     | Robert Burns     | poeta     | Escócia       | n. 1759     |     |